# Château de Montmusard
Le château de Montmusard, chef-d'œuvre du style à la grecque en France, est une maison de plaisance à l'architecture remarquable, qui fut édifiée à Dijon en Côte-d'Or par Jean-Philippe Fyot de La Marche à partir de 1765, d'après des plans de Charles De Wailly. Possiblement inachevé ou en partie détruit à la fin du XVIIIe siècle, une aile subsistante et de nombreux documents iconographiques permettent d'en perpétuer le souvenir.

## Les origines du domaine de Montmusard
Le territoire de Montmusard appartient jusqu'en 1281 à l'abbaye Saint-Étienne de Dijon, date de sa vente à Symon d'Etaules. Il se transmet jusqu'au XVIe siècle dans différentes familles, sous la forme d'une maison forte avec sa tour, une grange, un verger et 60 journaux de terres arables, qui constituent un domaine de rapport. Cette rente de Montmusard entre dans la famille Fyot après le mariage en 1619 de Philippe Fyot d'Arbois (1595-1669) avec Claire Guillaume. Philippe Fyot achète ce domaine, devant un notaire du Châtelet de Paris, le 23 mars 1639 pour 10.000 livres, à Marie des Barres, veuve de Bénigne de Frasans, oncle de son épouse.
L'histoire de Montmusard à partir de cette date illustre assez bien l'ascension d'une famille de parlementaires, qui obtient la charge de Premier Président au Parlement de Bourgogne en 1745, et qui va s'attacher à faire de ce domaine au porte de Dijon un des attributs de sa réussite.

## Claude Philibert Fyot premier marquis de La Marche
Ce territoire, relativement modeste en 1639, est valorisé pendant quatre générations par les Fyot, notamment par l'achat opportun de nombreuses parcelles adjacentes. Claude-Philibert Fyot de La Marche, qui en hérite en 1723, et qui va mener une brillante carrière de président à mortier dans la magistrature bourguignonne, couronnée par l’accession à la première présidence du Parlement de Dijon en 1745, va notamment faire l'acquisition du domaine de la Motte Saint-Médard, qui borde la terre de Montmusard au sud et du pâquier de la Lochère, vaste étendue marécageuse située à l'est. Il parvient ainsi à constituer un parc d'une superficie de 218 journaux qu'il fait clore de murs, adossé à 185 journaux de terres domaniales extérieures, formant avec le clos un territoire de 403 journaux, soit à peu près 137 hectares, comme le révèle l'arpentage réalisé par Edme Verniquet en 1748. L'acquisition de La Lochère, que sa famille convoitait depuis longtemps, va permettre au président de La Marche la création d'un réservoir dans les années 1740 et des aménagements hydrauliques dans son parc, qui seront l'aboutissement de son projet d'un jardin remarquable.

### La création d'un jardin remarquable
Le plan du domaine de Montmusard, dressé dans l'atlas des routes de Bourgogne, montre la disposition de ces jardins à la française, composés de parterres, de bosquets de charmilles, de théâtres de verdure, de boulingrins, d'un labyrinthe, de fontaines, d'un canal et de pièces d'eau. Ils étaient reliés à la ville de Dijon par trois allées de tilleuls, formant promenade, dont l'accès fut autorisé aux Dijonnais jusqu'en 1750. La porte Bourbon, ou porte Neuve, ouverte par la ville de Dijon en 1741, à l'est des remparts, facilitait cette liaison

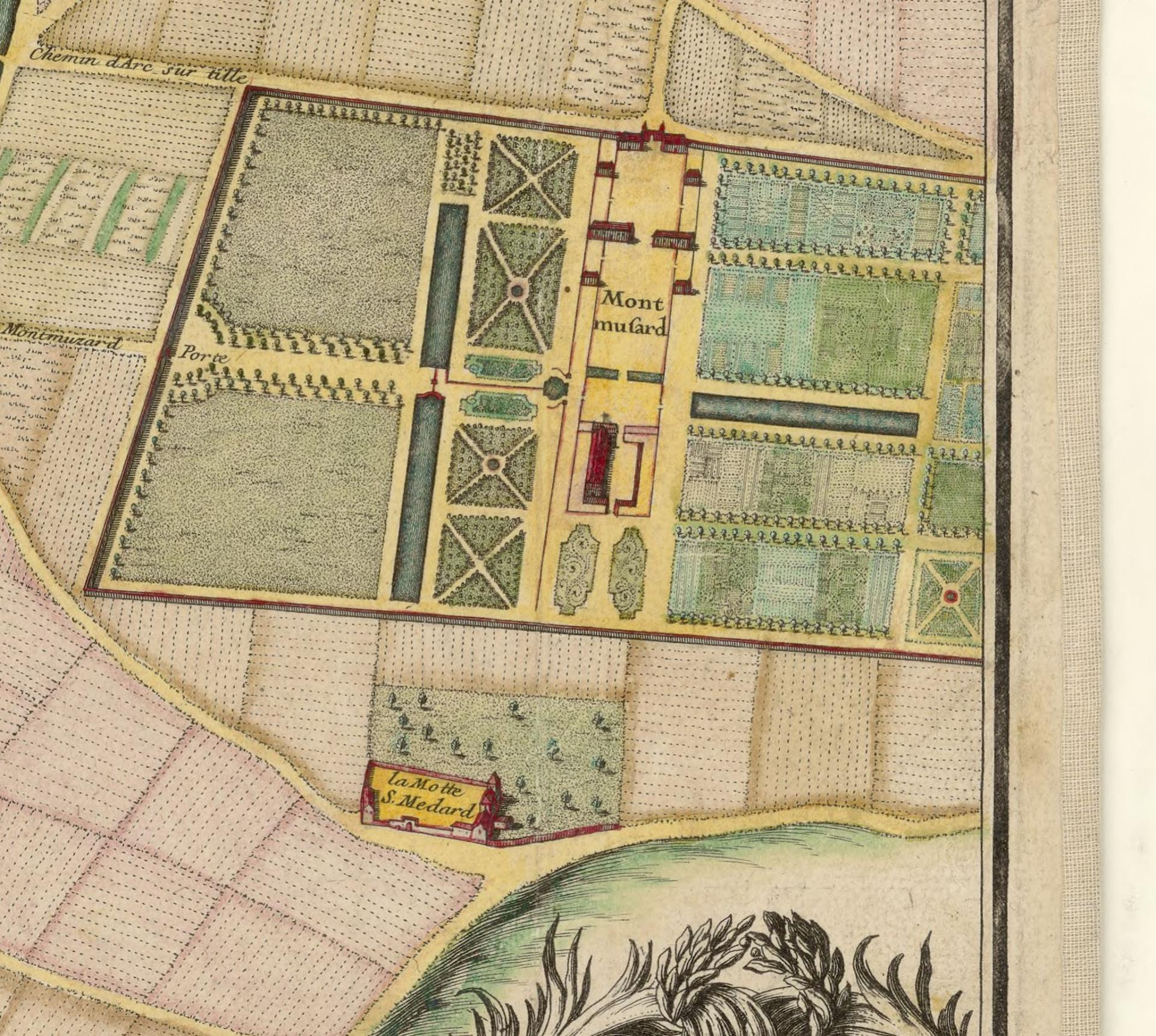
Plan aquarellé du domaine de Montmusard. (1730)
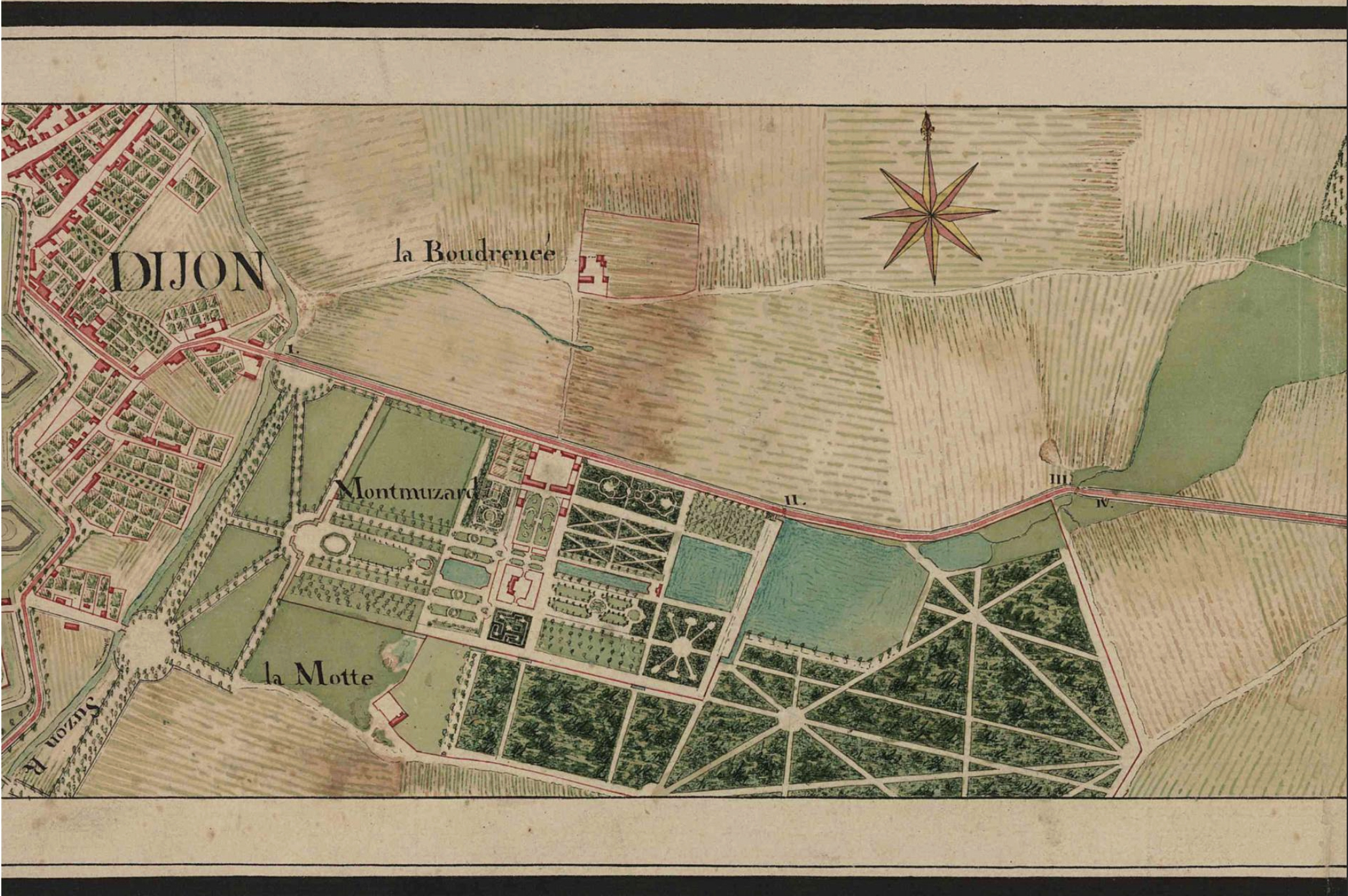
Atlas des routes de Bourgogne , Plan aquarellé du domaine de Montmusard. (Vers 1760)

### Le kiosque de Montmusard
Claude-Philibert de La Marche, avait fait ériger en 1748 l'un des plus beaux ornements du parc : une fabrique en forme de kiosque, qui se trouvait à l’extrémité est du canal. Ce pavillon octogonal, élevé en bossages vermiculés, était surmonté d'une balustrade en pierre et d'un lanternon. Il ouvrait sur chacune de ses faces par huit baies cintrées, six grandes fenêtres et deux portes fenêtres, et abritait une pièce unique, un salon lambrissé, qui prenait également le jour par l'éclairage zénithal du lanternon. On en connait la description grâce à un plan en coupe de 1770, ainsi que par un relevé de sa façade effectué par l'architecte dijonnais Charles Saint-Père en 1766, alors qu'il travaillait pour les Fyot à des plans pour la reconstruction du château de Montmusard.
À cause de le déclivité du terrain ce kiosque était posé sur un podium à demi enterré, dont la façade du côté du canal, élevée en rocailles soulignées de chainages d'angle, comportait trois ouvertures menant aux pièces de service voutées du sous-sol et était encadrée de deux fontaines. Il supportait une terrasse bordée par un garde-corps en fer forgé, qui s'étendait à l'avant du pavillon et formait un belvédère d'où l'on pouvait admirer la vue sur les eaux du canal et les jardins.

Ce kiosque fut considéré dès sa construction comme une merveille, non seulement pour sa belle architecture, mais aussi pour la spectaculaire table volante, ou table mouvante, commandée par le président de La Marche, dont l'ingénieux mécanisme permettait de faire monter du sous-sol du pavillon, une table garnie qui surgissait du parquet du salon devant les yeux émerveillés des invités. Ces tables volantes, prisées de Louis XV qui en avait fait installer une dans la salle à manger de son petit château de Choisy en 1756, étaient à l'époque une grande nouveauté et dignes des plus grands seigneurs. Au-delà de leur mise en scène spectaculaire, elles permettaient l'organisation de soupers intimes, servis sans la présence des domestiques dans la pièce où étaient réunis les convives. Ce bâtiment souffrit malheureusement d'un manque d'entretien. Il est décrit dans un état de délabrement avancé dans un ouvrage parut à la fin du XVIIIe siècle

« On voit dans le fond un kiosque ou petit bâtiment chinois élevé entre deux volières, & décoré en dehors de coquillages artistement rangés. Dans l'intérieur il y avait une table ronde qui s'élevait par ressorts, des souterrains ou sont les cuisines, jusqu'au second étage. Ce joli bâtiment situé au milieu des bosquets, entre une longue pièce d'eau revêtue et deux grands étangs, est presque entièrement ruiné. »

— Voyage Pittoresque de la France, 1786
 ".

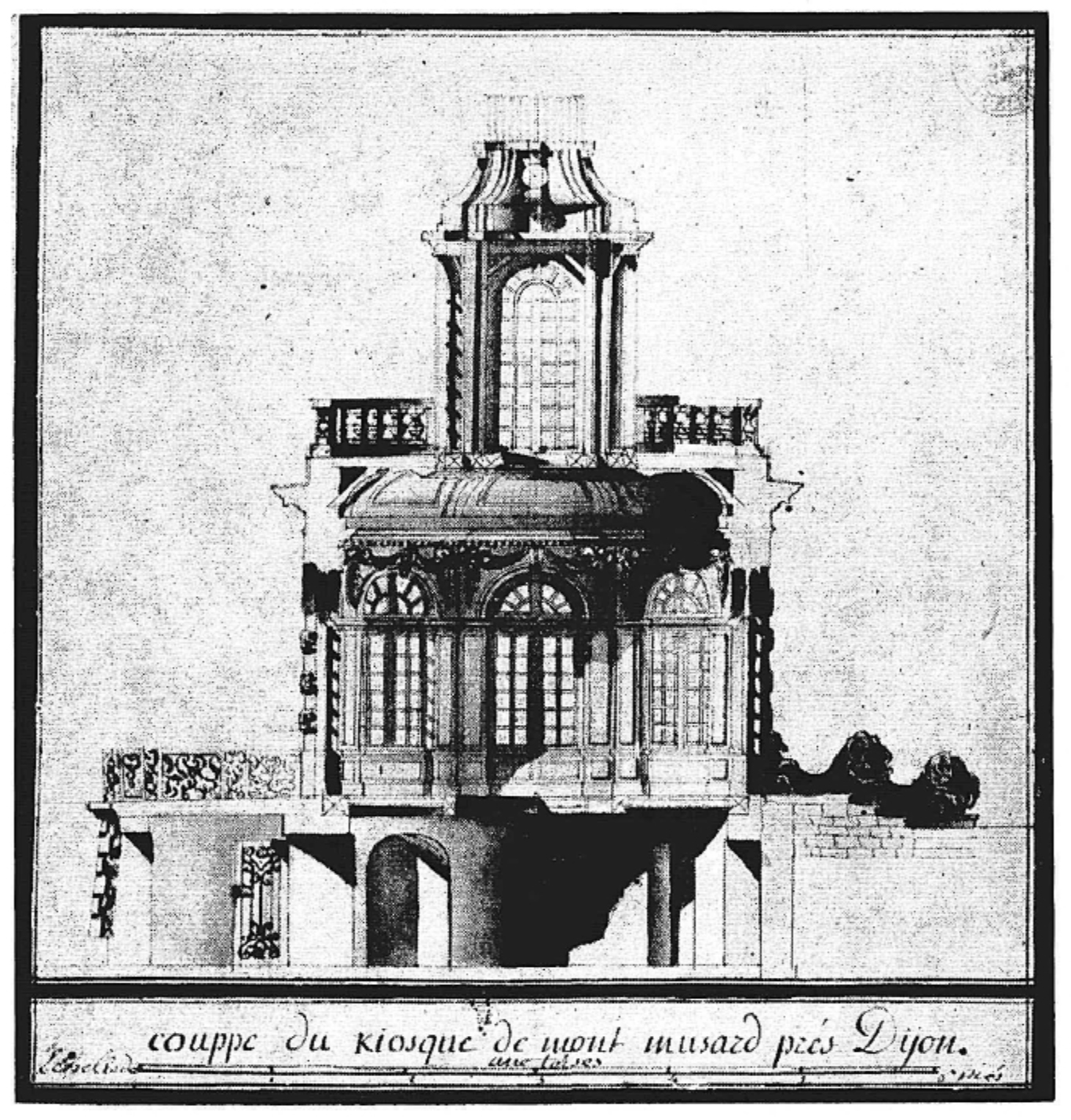
Coupe du kiosque de Montmusard, élevé pour Claude Philibert de La Marche en 1748
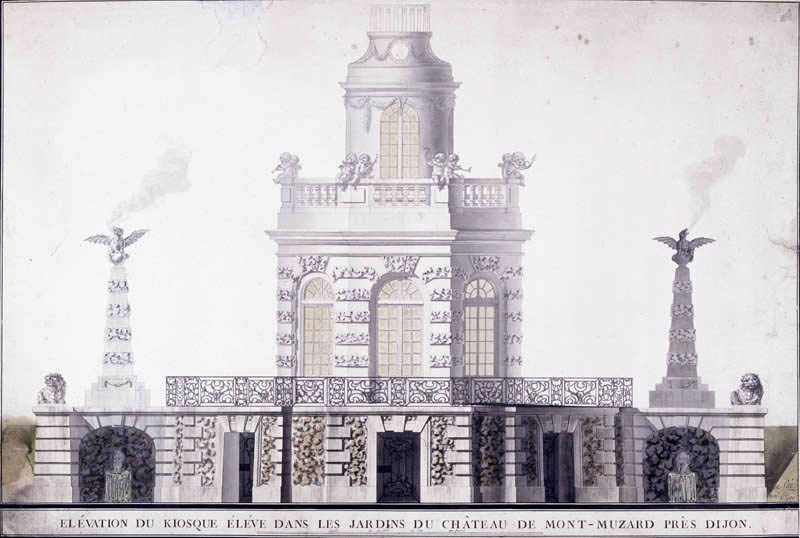
Élévation du kiosque de Montmusard. Relevé de Charles Saint-Père de 1766
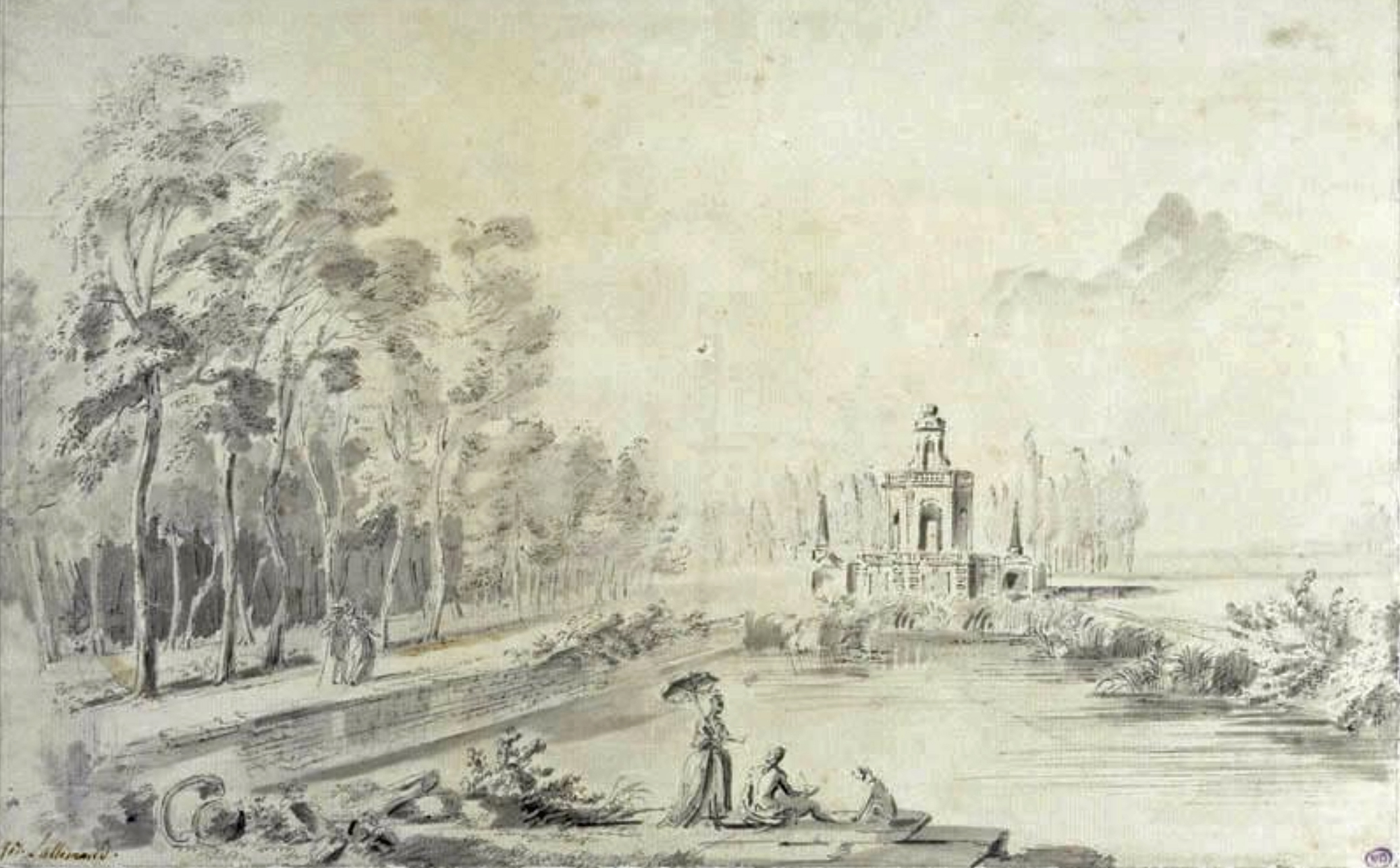
Vue du kiosque de Montmusard vers 1750, lavis d'encre de Jean-Baptiste Lallemand

## Jean-Philippe Fyot deuxième marquis de La Marche
Contrairement à ce qui a parfois été écrit, Claude-Philibert de La Marche ne fut pas le commanditaire du nouveau château de Montmusard. Selon l'historien dijonnais Yves Beauvalot, il avait fait araser l'ancien château en 1756, mais il n'engagea pas l'immense dépense de la reconstruction d'un château moderne. Il semble qu'il ait transmis l'administration, sinon la propriété, de ce domaine à son fils Jean-Philippe au moment où celui-ci lui a succédé dans la charge de premier président. C'est en tous cas ce qu'indique les plans dressés par Charles de Wailly en 1763 : "appartenant à messire Jean-Philippe Fyot" ainsi que la dédicace gravée lors de la pose de la première pierre en 1765. La lecture de la correspondance de Voltaire, avec l'ancien Président de La Marche montre que Claude-Philibert, retiré des affaires publiques, investit sa terre de La Marche à partir de 1760, pour laquelle il fait de nombreux aménagements et dont il obtient de Louis XV l’érection en marquisat en 1763. Il n'est jamais question de Montmusard entre l'ancien premier président et le philosophe entre 1761 et 1768.
Au début des années 1760 c'est donc Jean-Philippe Fyot de La Marche, nouveau Premier Président du Parlement de Dijon, qui s’attele à la reconstruction du château. Esprit fin et cultivé, il se met en quête d'une architecture qui affirme le nouveau rang de sa famille dans la province de Bourgogne, et dont l'inventivité soit le reflet de ses aspirations artistiques et culturelles. Cependant le jeune président de La Marche, en accord avec les goûts de son époque, demande à ses architectes un bâtiment qui soit plus une maison de campagne sur le modèle des English country houses, qu'un vaste château rappelant des origines féodales que la famille Fyot n'a pas. On sait aujourd'hui que l'architecte dijonnais Charles Saint-Père fit un premier projet, très inspiré de l’hôtel Bouhier de Lantenay à Dijon, œuvre de Lenoir Le Romain, que Claude-Philibert Fyot de La Marche avait choisi en 1761, pour rénover le petit hôtel Berbisey à Dijon.
Jean-Philippe Fyot choisit finalement le très audacieux projet néo-palladien de l'architecte parisien Charles De Wailly.

### Les projets de Charles de Wailly pour Montmusard
Jean-Philippe Fyot fut visiblement mis en relation avec Charles de Wailly par l'entremise de son beau-frère le marquis d'Argenson, dont le cousin Marc-René de Voyer d'Argenson, marquis de Voyer était le protecteur et le principal mécène. L'architecte était encore relativement mal connu, puisqu'il n'avait encore rien construit de majeur depuis son retour de Rome.
Un premier projet pour Montmusard, dont les dessins originaux ne sont pas localisés, lui est transmis par l'intermédiaire de Voyer d'Argenson, probablement au début des années 1760. Il correspond aux deux planches qui seront publiées par Krafft et Ransonnette en 1812, d'un bâtiment couvert de toits mansardés et orné en son centre d'une rotonde. Ces premiers plans dessinés par Charles de Wailly devaient porter la mention du nom de son mécène. C'est ce qui explique qu'en 1812, Krafft, en travaillant d'après ces dessins originaux, attribue la construction de Montmusard à Voyer d'Argenson dans la légende de ses planches.

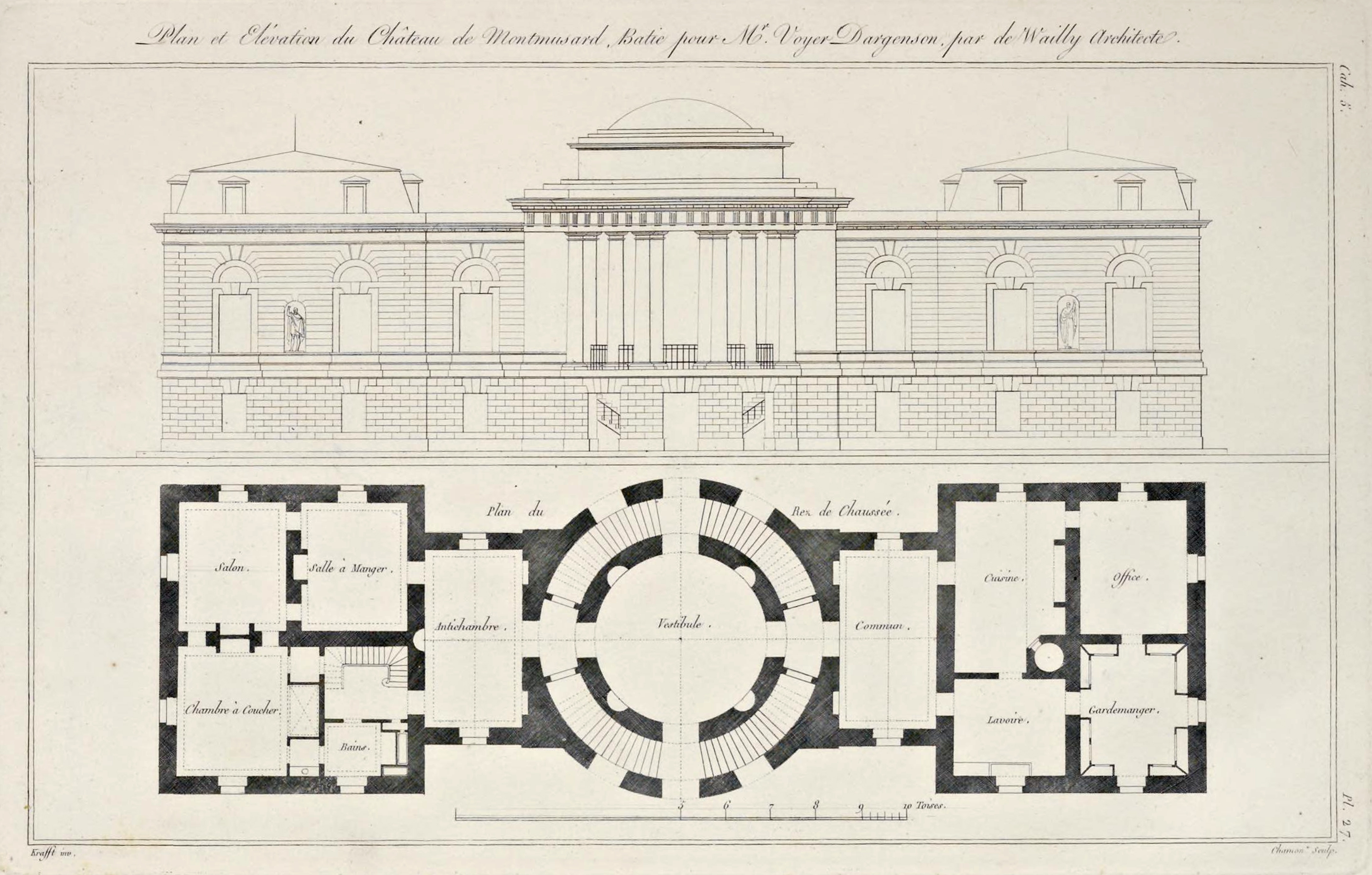
Élevation et plan de Montmusard d'après Charles de Wailly, publié par Krafft et Ransonette en 1812
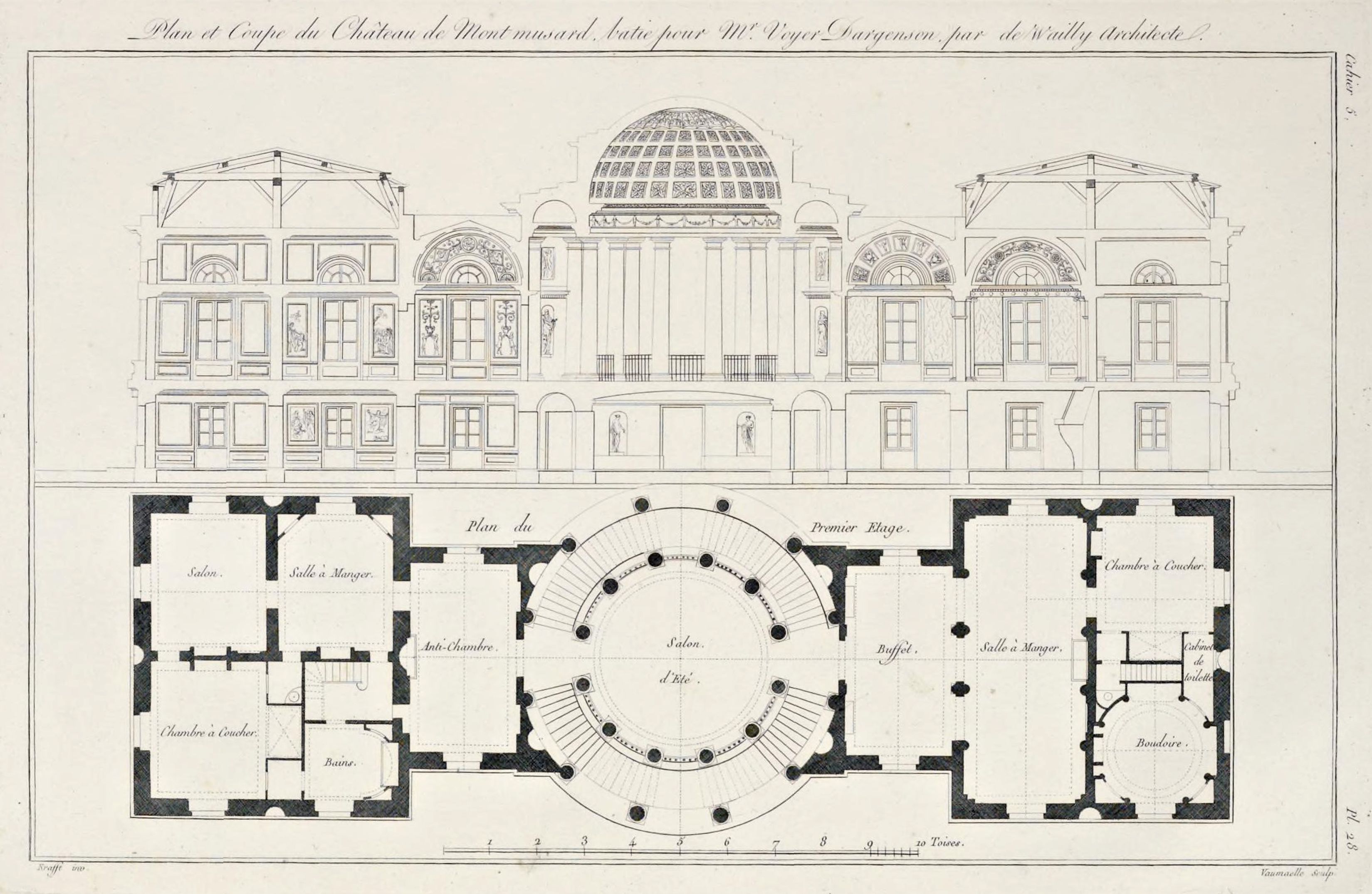
Plan et coupe du château de Montmuzard, d'après Charles de Wailly, publié par Krafft et Ransonnette en 1812

Le premier projet n'ayant pas donné satisfaction, Charles de Wailly, qui se rendit à Dijon en mars 1763, pour étudier la restauration de l'abbaye Saint-Bénigne, eu l'occasion de s'informer plus précisément des désirs de son client et de la configuration des lieux. Il proposa à Jean-Philippe Fyot, en septembre 1764, un projet beaucoup plus abouti et en accord avec le toponyme Montmusard (c'est-à-dire le mont des Muses), d'un édifice en forme de temple dédié à Apollon et aux neuf Muses, dont le plan très inventif juxtaposait deux salons circulaires, l'un couvert d'une voûte, l'autre ceint d'une colonnade à ciel ouvert. Ce projet de Charles de Wailly pour Montmusard est d'une telle nouveauté, que l'on considère que c'est la première proposition pour un château d'architecture néoclassique en France, où les formes antiques jouent un rôle prépondérant, et qu'il restera sans équivalent pendant de nombreuses années. Charles de Wailly se place dans le sillage des tenant du "style Grec" dont le mouvement, né à Paris à la fin des années 1750 en réaction contre les excès du Rococo, se traduit en architecture par l'enseignement de Blondel et les dernières réalisations de Gabriel. Son génie est également nourri par ses années romaines, où l'étude des vestiges antiques comme les thermes de Dioclétien et la fréquentation des architectes piranésiens ont mis au centre de son œuvre renouveau des formes antiques.

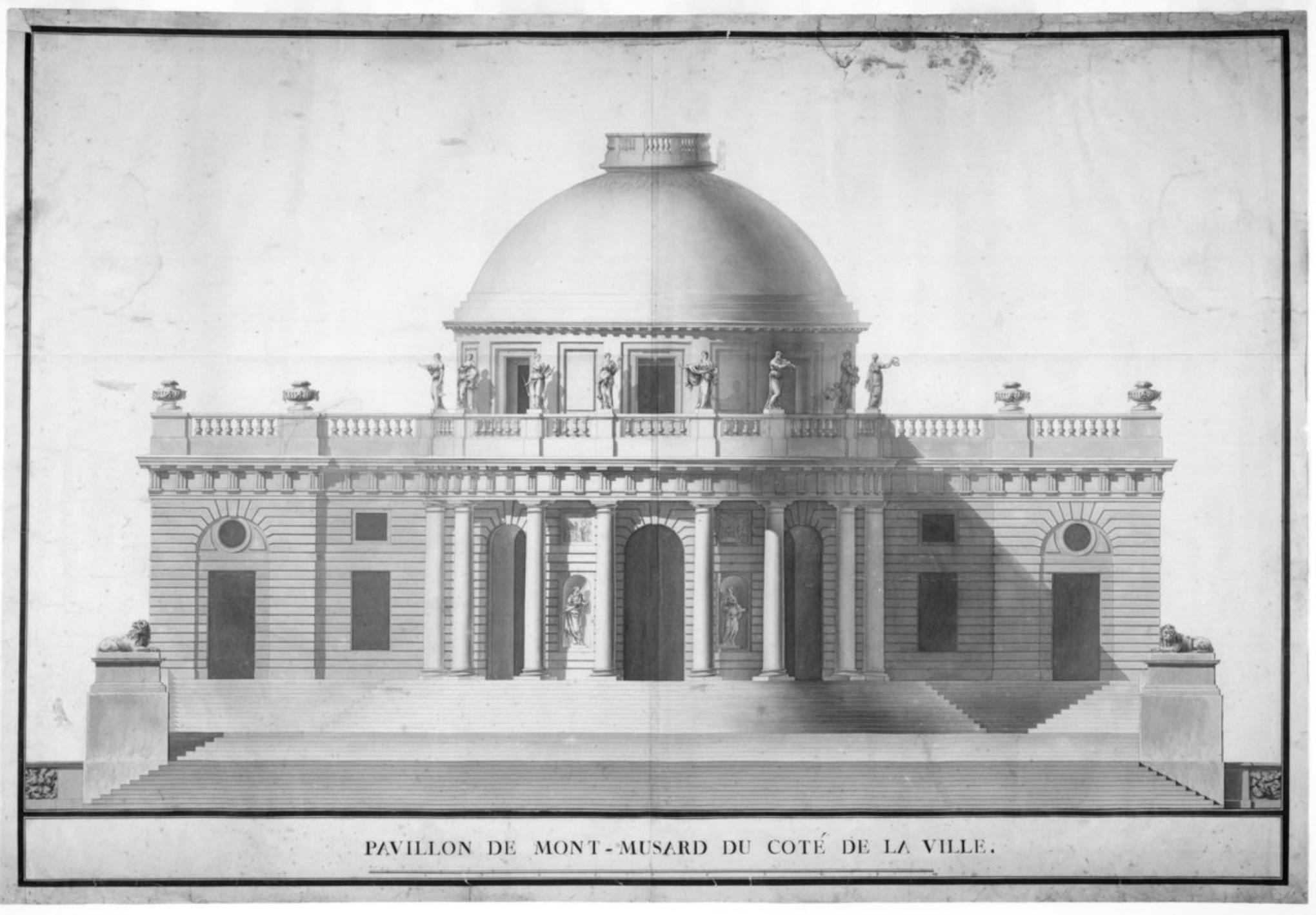
Charles de Wailly, Élévation du pavillon de Montmusard du côté de la ville, 1764 (exposé au Salon de 1771)[note 8]
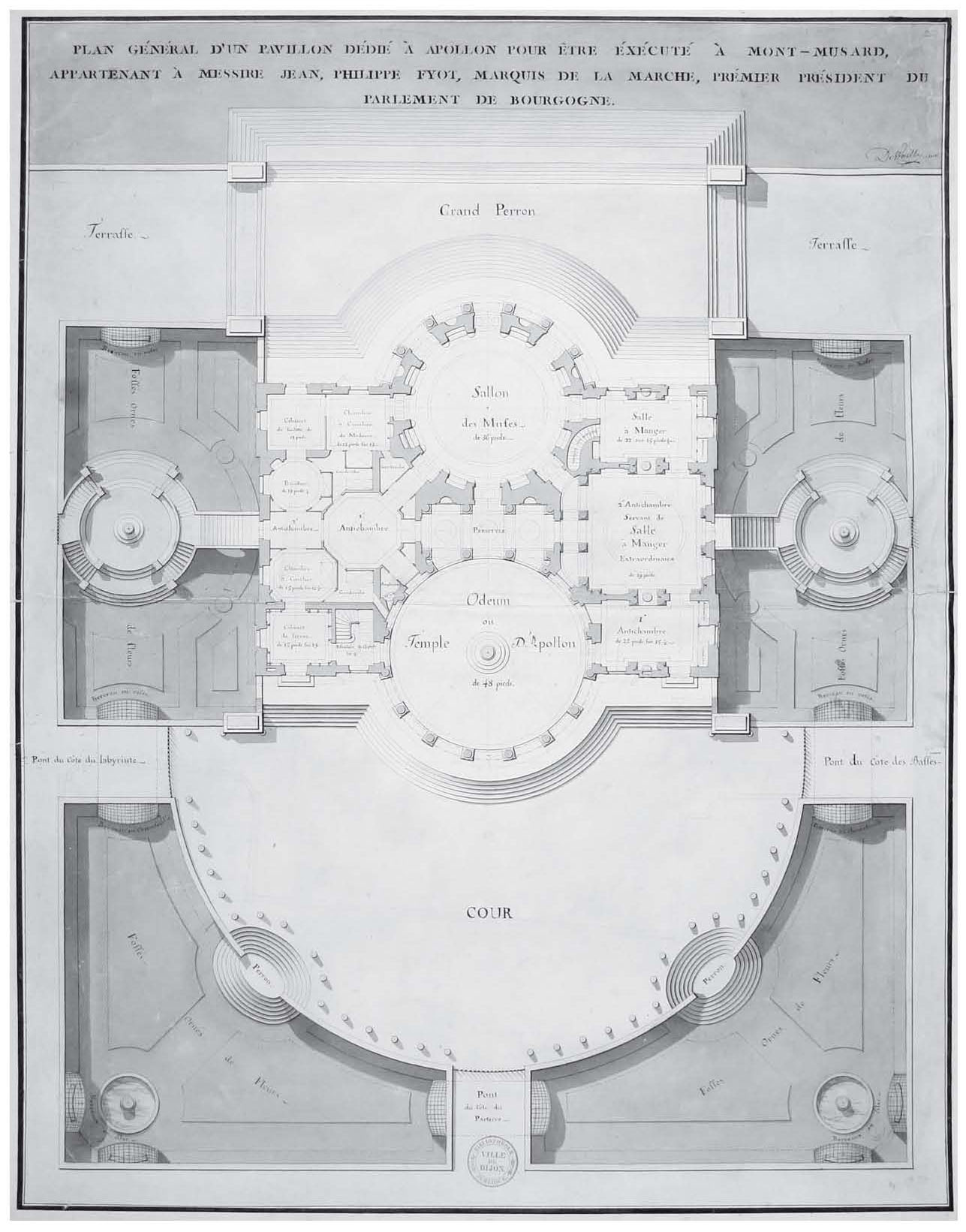
Charles de Wailly, Plan général d'un pavillon dédié à Apollon pour être exécuté à Montmusard appartenant à Messire Jean-Philippe Fyot, 1764[note 9]

Les plans de Charles de Wailly dessinent un bâtiment comprenant deux ailes parallélépipédiques qui se font face. Celle au nord, aujourd'hui subsistante, abrite un appartement de réception composé d'une enfilade de trois pièces qui occupent vraisemblablement toute la hauteur du bâtiment : une antichambre, une seconde antichambre servant de salle à manger extraordinaire et une salle à manger. L'aile du sud étant réservés aux appartements des maitres de maison, se compose d'une suite de chambres et de cabinets, certains probablement entresolés, car cette aile est également distribuée par un escalier.

À l'extérieur, les murs, ornés d'un sobre bossage en table, étaient animés par le renfoncement des fenêtres sommées d'oculi, aveugles dans l'aile de réception et éclairant les entresols dans l'aile des appartements privés.

La composition vigoureuse et extrêmement originale associe dans l'axe de la course du soleil, au levant une colonnade ouverte de forme circulaire, nommé par l'architecte Odeum ou temple d'Apollon, supporté par un élégant ordre dorique, et au couchant, vers les remparts de Dijon, une rotonde abritant un salon des Muses sommé d'une coupole hémisphérique dont le volume fait écho au péristyle extérieur. Le jeu du plein et du vide, du cercle ouvert et du cercle fermé, était à la fois d'une élégance remarquable et d'une grande originalité. La façade qui regarde la ville avec sa rotonde centrale en saillie ressemble assez à celle d'un hôtel particulier parisien, mais celle du côté du levant est très inattendue. Sa colonnade ouverte est sans précédent dans l'architecture de la Renaissance. Les colonnades ouvertes étaient connues en France depuis le célèbre bosquet construit par Jules Hardouin-Mansart dans les jardins de Versailles, mais avant Montmusard elles n'avaient jamais été associées à un bâtiment. Elle allège l'architecture générale et contribue à donner un faux air d'antiquité au bâtiment, qui semble abriter le sanctuaire d'une divinité.

### La construction du château de Montmusard

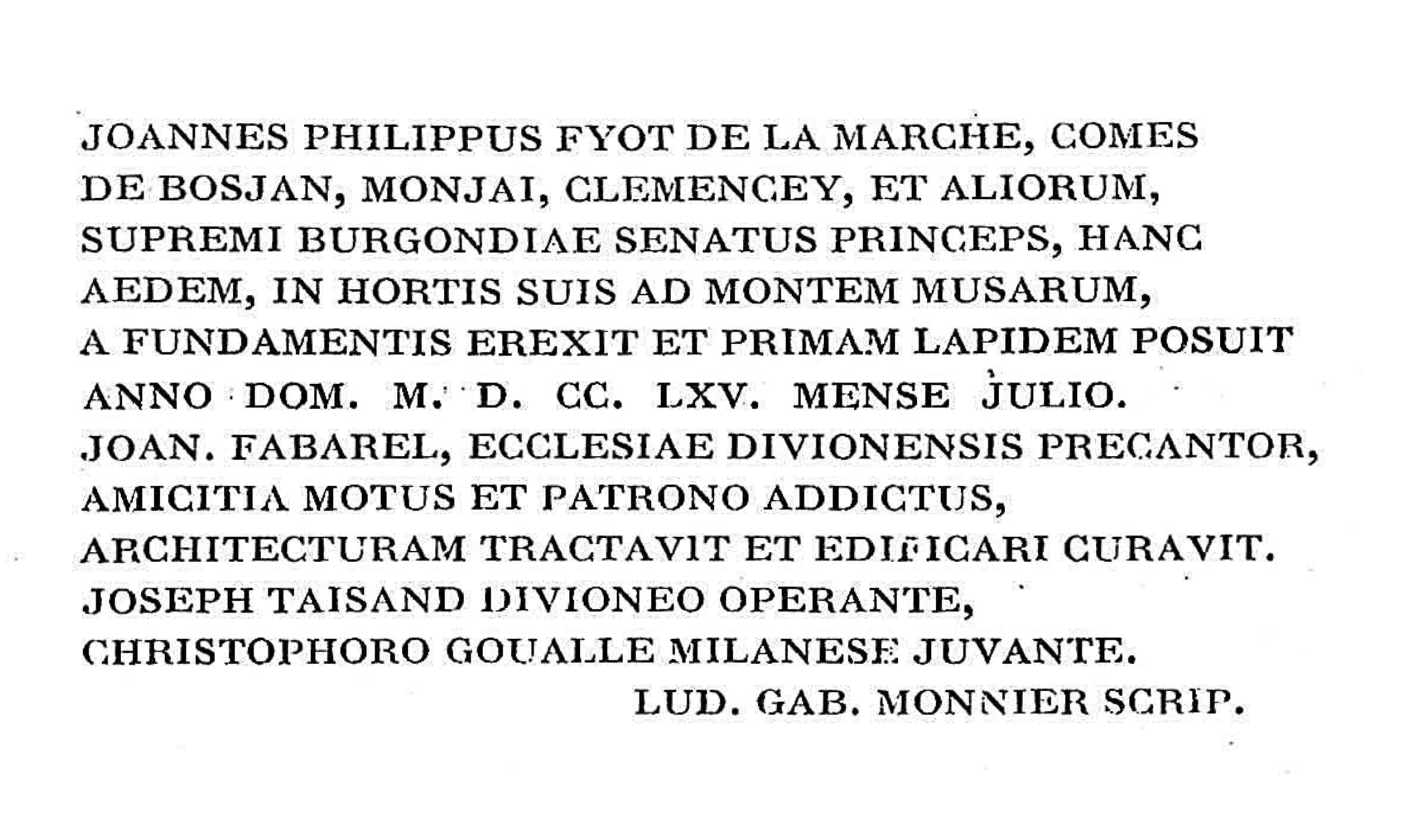
Fac-similé de la dédicace gravée par Louis-Gabriel Monnier pour la pose de la première pierre de Montmusard en 1765

Comme le révèle l'inscription gravée sur une plaque de cuivre, qui fut retrouvée lors de destructions à Montmusard au XIXe siècle, la pose de la première pierre eu lieu en juillet 1765 par Jean-Philippe Fyot de La Marche. La dédicace gravée révèle également la présence d'un personnage bien connu des Dijonnais, l'abbé Fabarel (1707-1793), chantre d'honneur de la cathédrale de Dijon, savant, astronome et ami proche des Fyot, qui fut choisi pour contrôler les travaux et leurs dépenses, secondé par l'entrepreneur dijonnais Joseh Taisand (1723-1785) et le Milanais Christophe Goualle. Charles de Wailly charge son élève Bernard Poyet de superviser le chantier, et se plaindra dans un courrier de 1768 au marquis d'Argenson, de l'ascendant et la mainmise de l'abbé Fabarel sur la conduite des opérations : "Il est important que vous sachiez, Monsieur, que le Président se laisse conduire par un abbé Fabarel qui, sous l'apparence de l'économie, s'est rendu maître des fonds de ce bâtiment et qu'il y a placé un entrepreneur qui lui est totalement affidé...".

Les travaux semblent achevés en 1769. François Attiret livra les six statues représentant les quatre saisons ainsi que Melpomène et Thalie pour orner la colonnade du péristyle ainsi que des bas-reliefs exécutés sur des dessins de François Devosge. Ce dernier devait peindre sur la coupole du salon circulaire Apollon entouré des Muses sur le sommet de l'Hélicon. Mais la fête fut de courte durée. 
Le nouveau marquis de La Marche, en butte à de sérieuses difficultés financières et dans une position très précaire au parlement de Dijon, à la suite de l'épisode du Parlement Maupeou, tomba malade, dut démissionner de ses fonctions de premiers président en avril 1772, et mourut à Dijon le 10 octobre 1772.

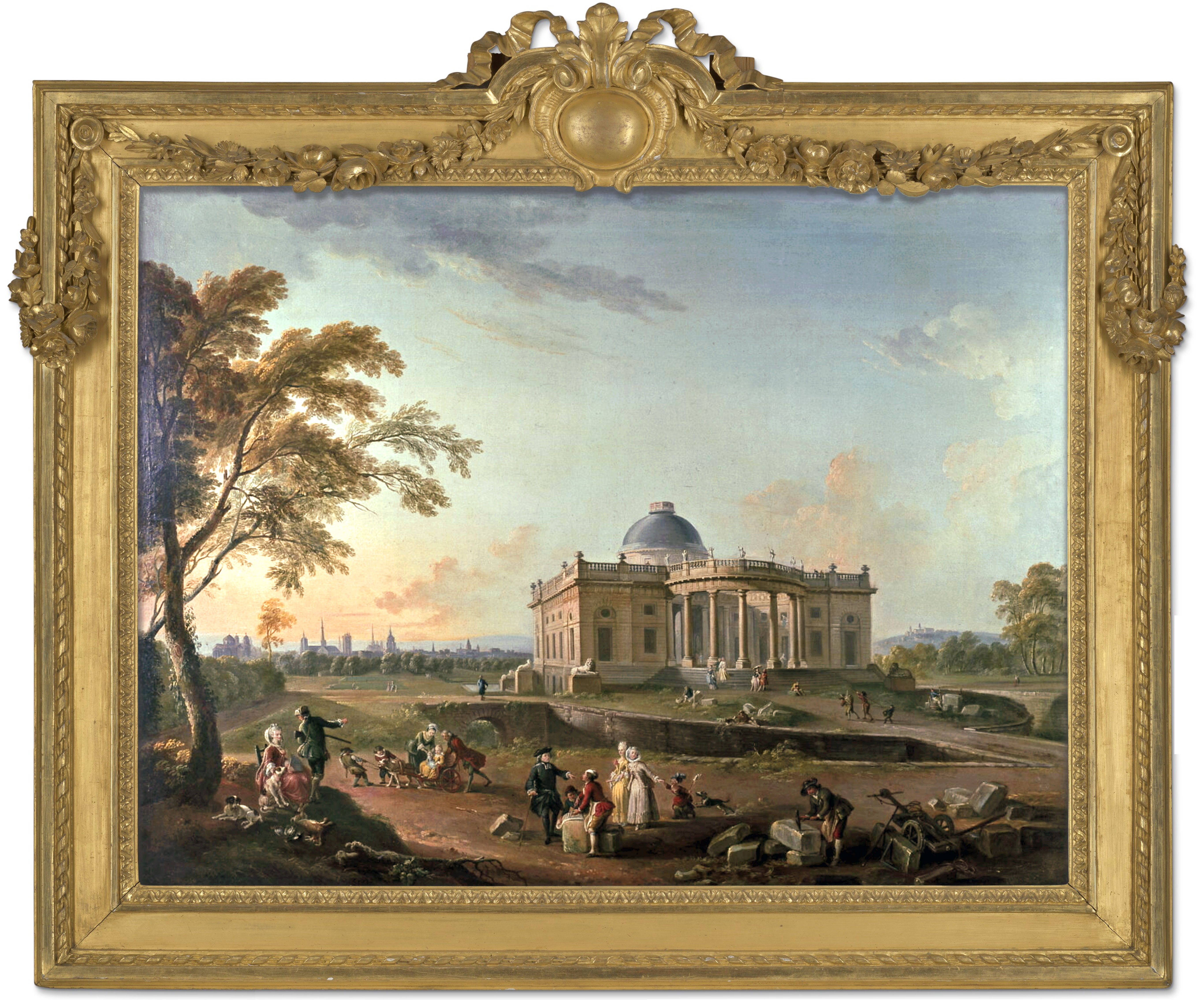
Jean-Baptiste Lallemand, Vue du château de Montmusard prise du côté du couchant, musée des Beaux-Arts de Dijon
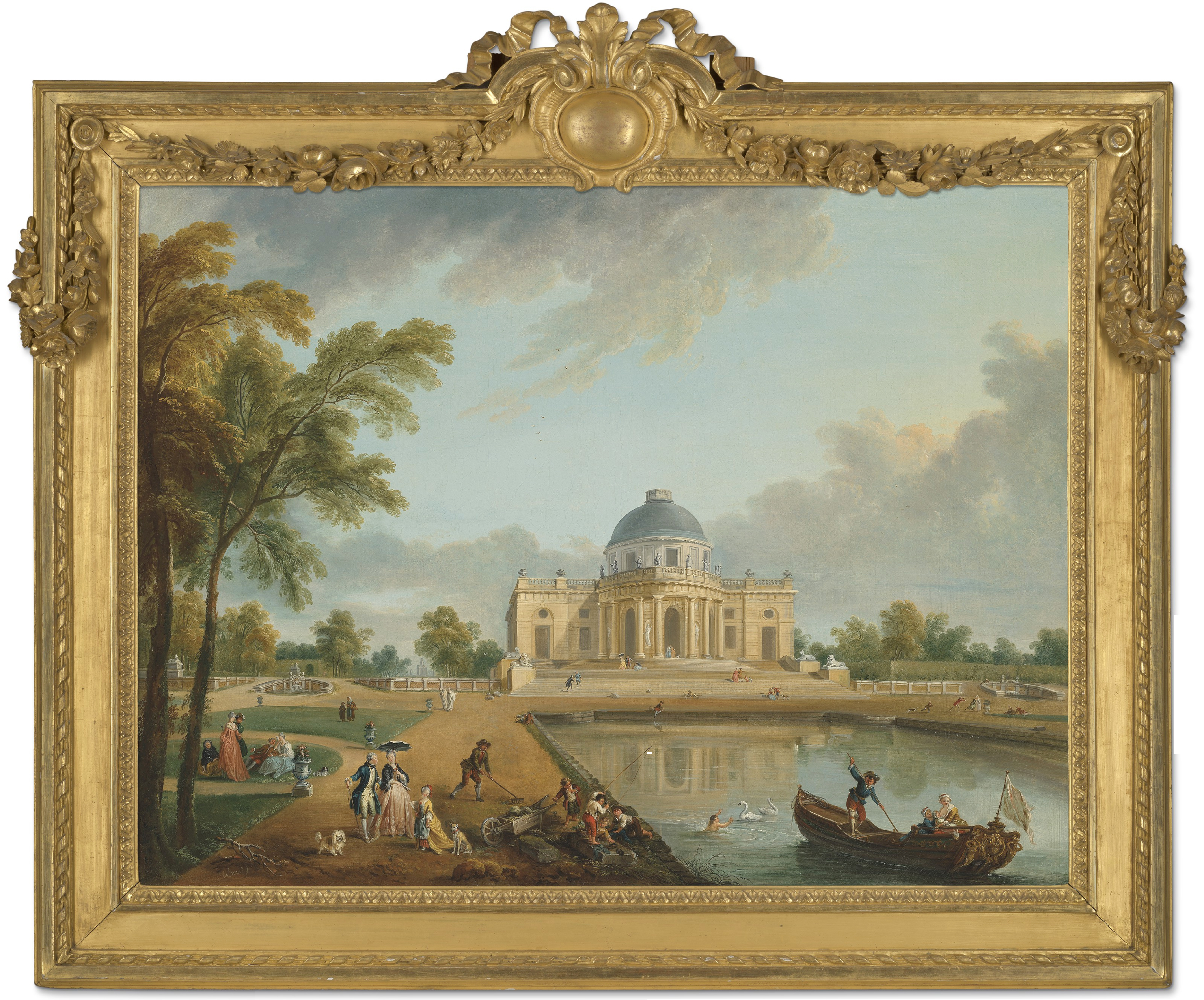
Jean-Baptiste Lallemand, vue du château de Montmusard prise du côté de la ville, collection privée
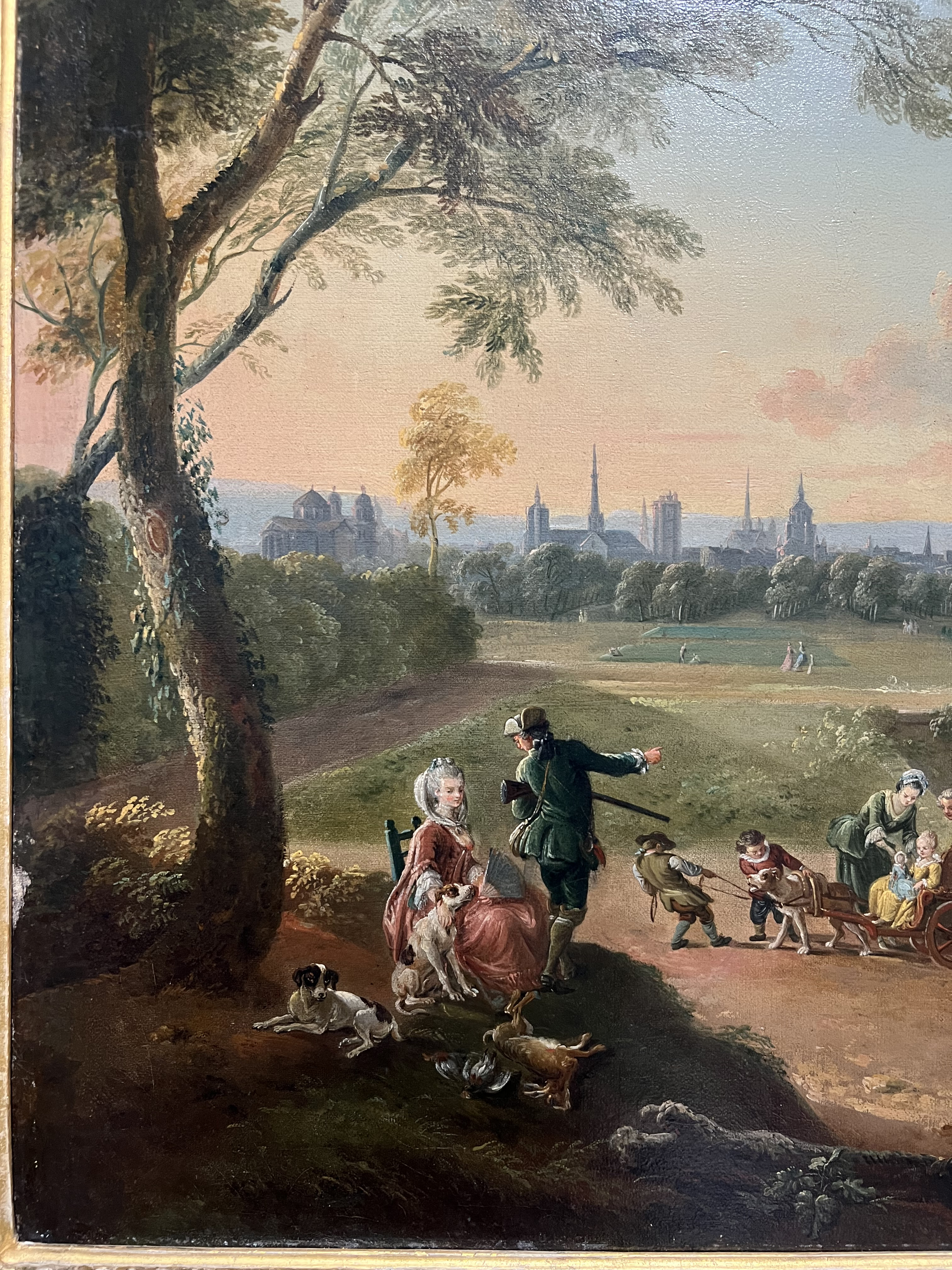
Jean-Philippe Fyot, marquis de La Marche et sa famille à Montmusard (détail du tableau conservé au musée de Dijon)
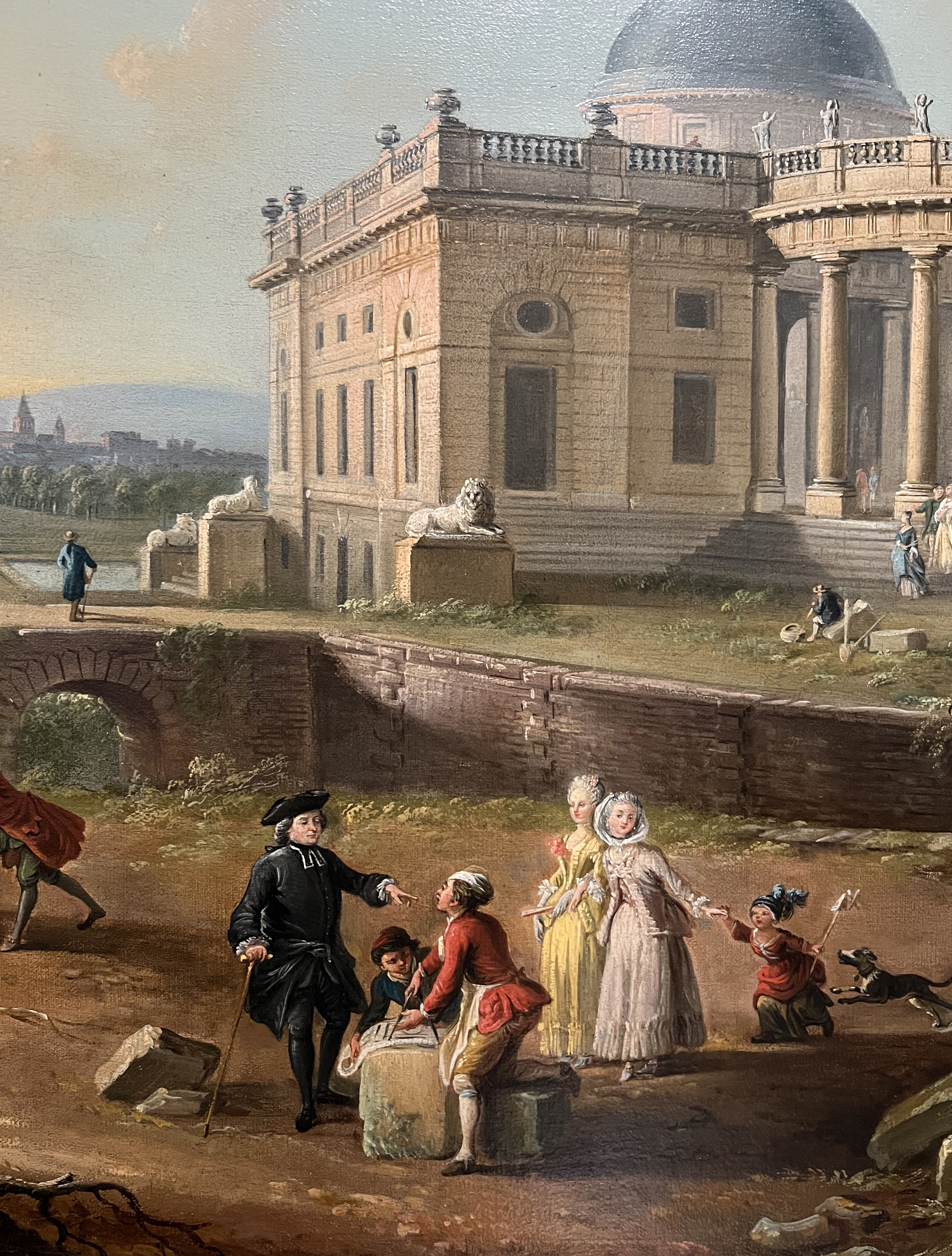
L'abbé Fabarel donnant ses ordres sur le chantier de Montmusard (détail du tableau conservé au musée de Dijon)

Le peintre Jean-Baptiste Lallemand a représenté plusieurs fois ce château et son parc, notamment dans deux grandes huiles sur toile représentant pour l'une Vue de Montmusard du côté du couchant et pour l'autre Vue de Montmusard du côté de la ville. Ces deux tableaux furent commandés par le marquis de La Marche et offerts à l'abbé Fabarel en souvenir de sa collaboration artistique et pécuniaire... Quand les fonds virent à manquer sur le chantier de Montmusard, Jean Fabarel n'avait pas hésité en 1769 à confier 31.000 livres au Premier Président, ce qui représentait une partie de sa fortune et de celle de ses quatre sœurs. Fabarel transmit ces deux tableaux à un de ses parents Louis Delaloge (1785-1870). Ils furent vendus aux enchères en 1872. L'un est conservé au musée des Beaux-Arts de Dijon depuis les années 1950, le second est toujours en collection privée.

Parmi les dessins que Jean-Baptiste Lallemand consacra à Montmusard deux furent gravés en 1780 par Duparc pour illustrer Le Voyage Pittoresque de la France, avec la description de toutes des provinces.

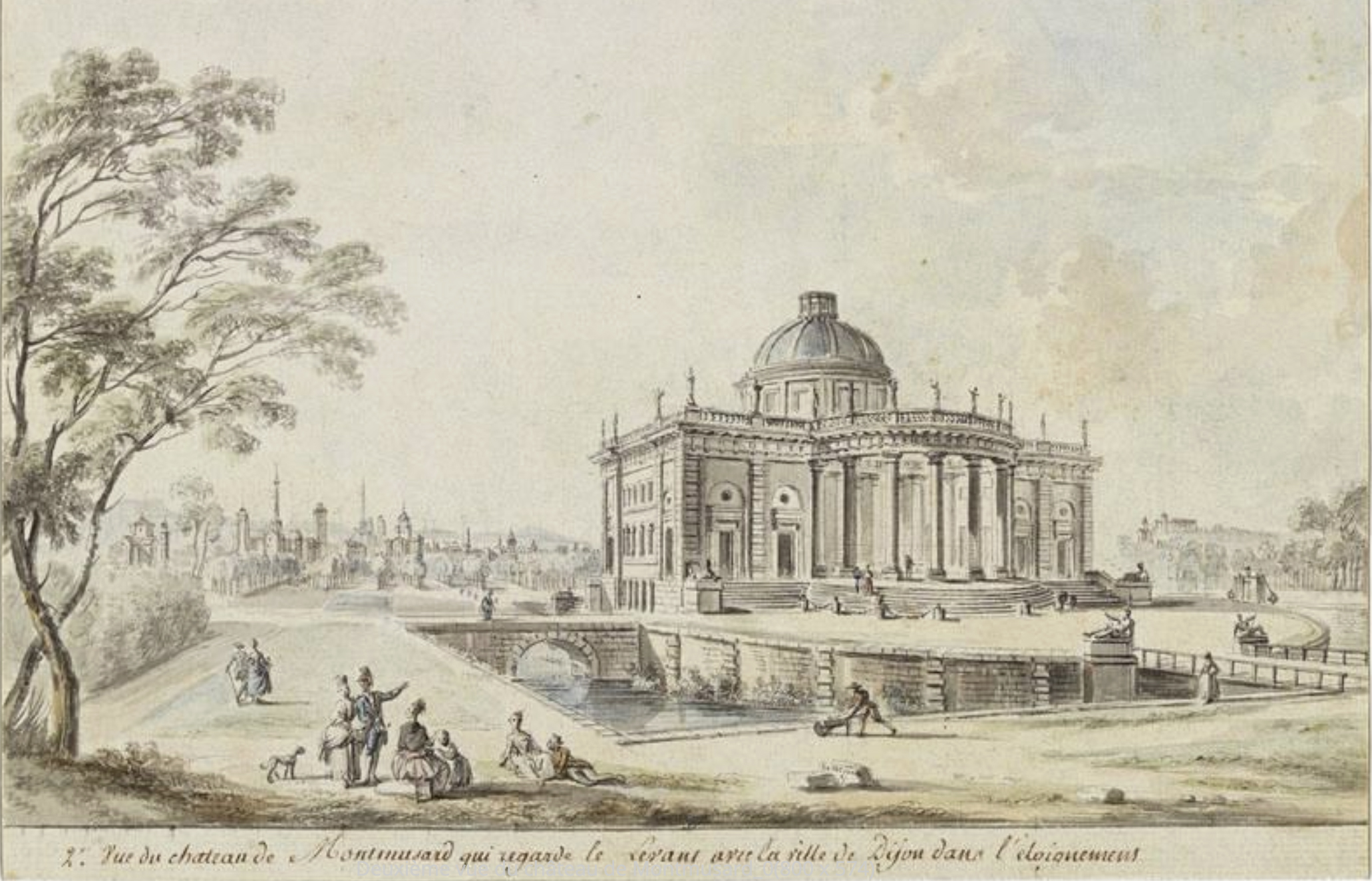
Jean-Baptiste Lallemand, Vue du château de Montmusard prise du côté du couchant, aquarelle, Musée des Beaux-Arts de Dijon
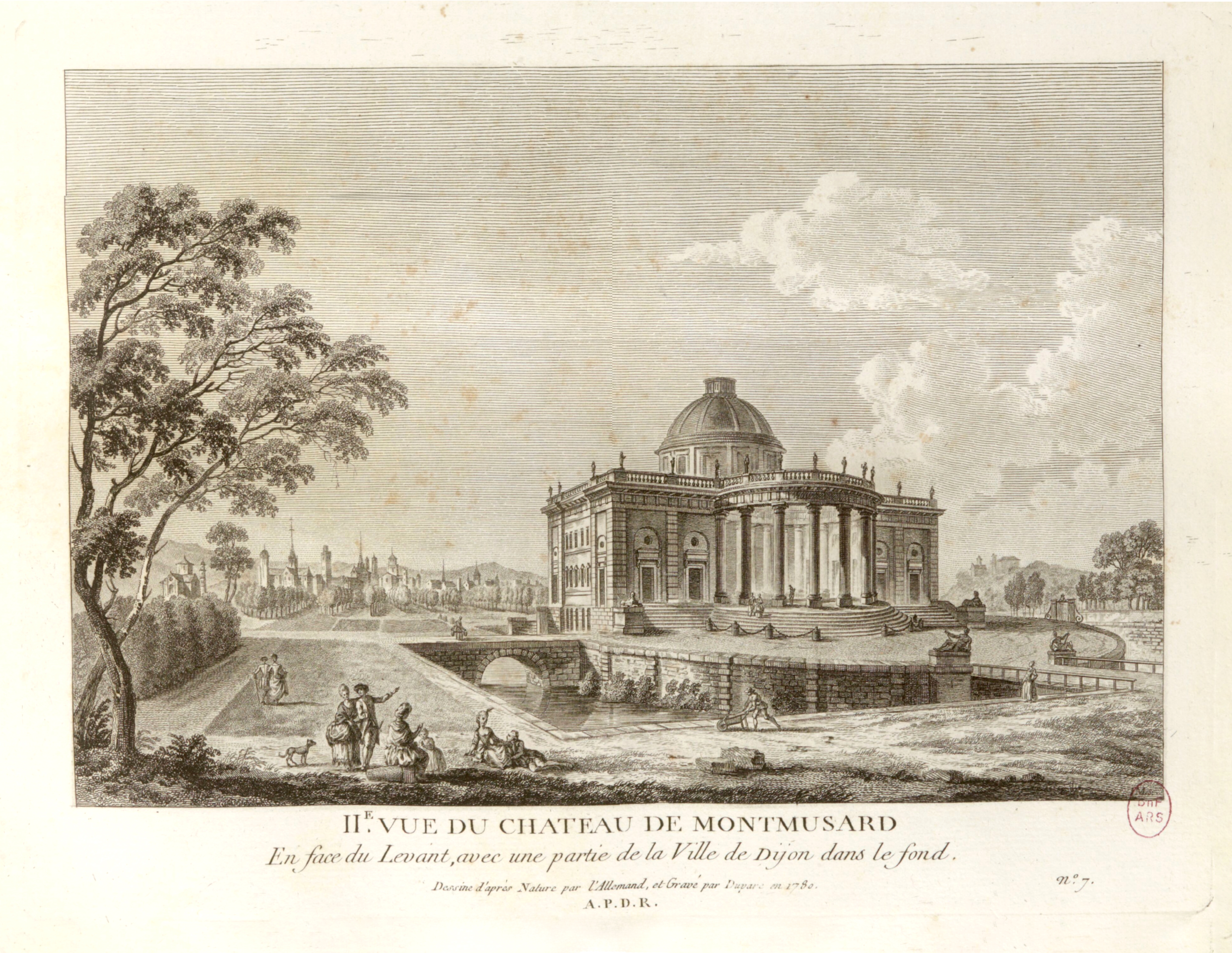
Deuxième vue de Montmusard gravée par Duparc 1780
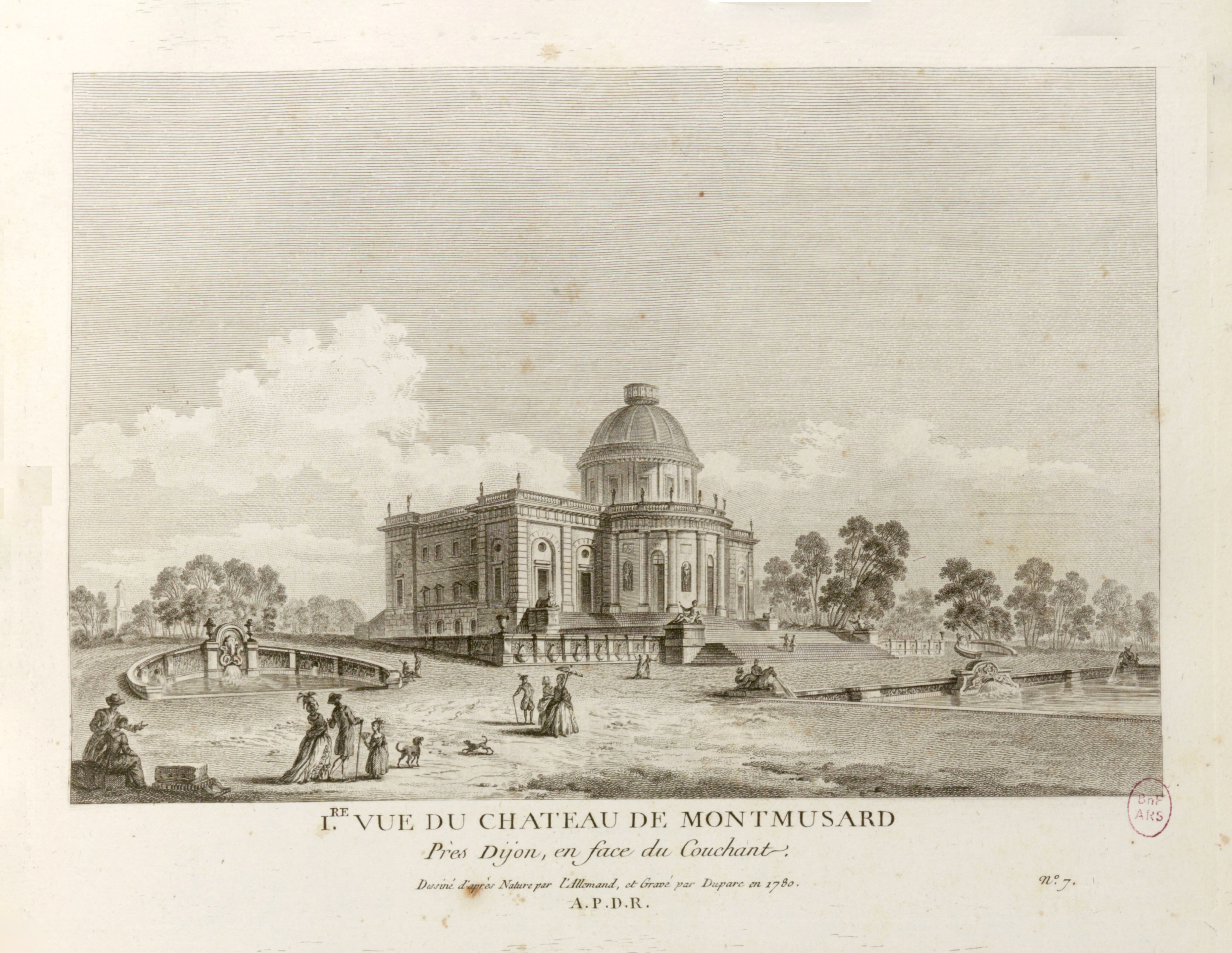
Première vue de Montmusard gravée par Duparc, 1780
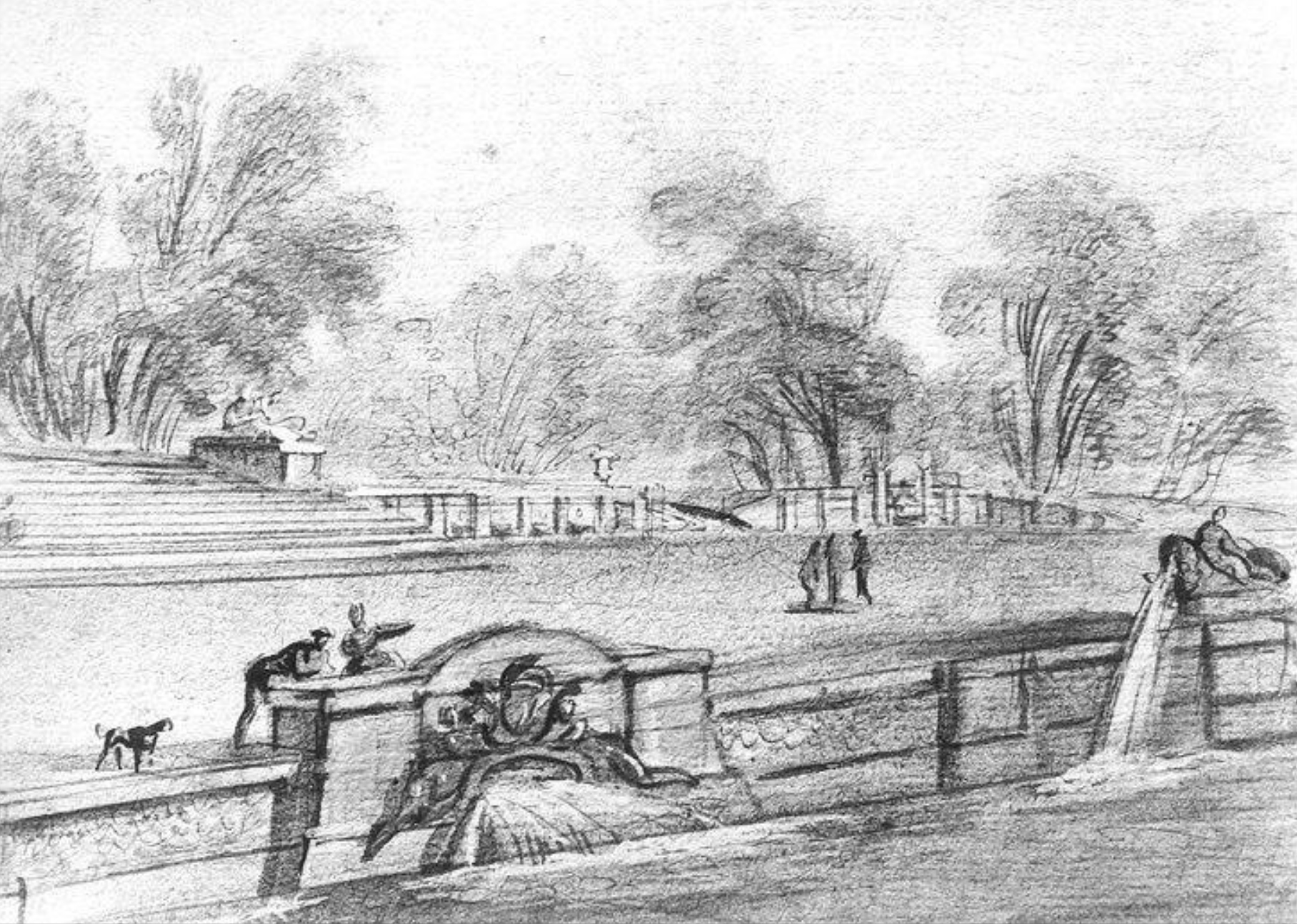
Jean-Baptiste Lallemand, La pièce d'eau de Montmusard, fusain, Musée des Beaux-Arts de Dijon

## Outrages et survie de Montmusard
Montmusard fut vendu au lendemain de la mort du marquis de La Marche. Mort sans enfant, il léguait par testament ce domaine à sa sœur cadette la marquise de Courteilles, qui s'empressa de le vendre en décembre 1772, pour régler une succession grevée de dettes. Il fut acheté pour la somme de 120.000 francs par Jacques Demay, un riche maître de forges d'Arc-lès-Gray, qui l'habita jusqu'à sa mort survenue en 1779. Sa fille Marie-Thérèse Demay en hérita. Elle avait épousé Jean-Baptiste Anthony, conseiller, secrétaire du roi et co-seigneur d'Arc les Gray.

### Destruction du château par son propriétaire
Leur fils Claude-Hubert Anthony (1775-1808) hérita de Montmusard en 1783 et transforma le domaine en propriété de rapport ; le parc fut mis en culture et tous ses ornements disparurent en quelques années. En 1793 des fournisseurs aux armés, sur les ordres de Dubois-Crancé qui assiégeait Lyon, offrirent 6.000 livres pour les plombs du château. On pense qu'à cette époque la coupole fut déposée, que ce démontage fragilisa l'édifice, et que plutôt que de réparer Anthony préféra démonter les rotondes et qu'il détruit également l'aile méridionale pour échapper à l’impôt sur les portes et fenêtres.

### Le château de Montmusard n'a peut-être jamais été achevé
Certains auteurs, comme l'historien Dijonnais Eugène Fyot (1866-1937) et l'historien d'art Anglais Allan Braham (1937-2011) ont mis en doute le récit selon lequel Claude-Hubert Anthony aurait détruit la moitié de Montmusard parce qu'il ne parvenait pas à l'entretenir et qu'à la suite de ces destructions un nouveau corps de logis aurait été, édifié donnant au château une forme de T. Ils ont émis l'hypothèse que Montmusard n'a jamais été achevé selon les plans de Charles de Wailly et que les deux vues peintes par Lallemand sont imaginatives. La démonstration d'Eugène Fyot repose sur l'absence de fondations sous le salon des muses et sous l'aile méridionale prétendument détruite. Il précise que la petite aile en retour, qui aurait été complétée après le démontage des rotondes, présente la même qualité de décors que le reste du bâtiment, auquel elle se raccorde sans aucune reprise ou adjonction détectable, et quelle aurait donc été construite en même temps que le reste, et non pas 30 ans plus tard. Seul le toit en ardoise plus moderne trahit une modification ultérieure, lorsqu'un comble fut substitué à un toit à l'italienne encadré de balustres.
Fyot et Graham soulignent que l'argent vint à manquer assez tôt sur ce chantier, auquel Jean-Philippe Fyot de La Marche consacrait tous ses revenus et une partie de son capital. Dès 1769 le Premier Président du souscrire des emprunts auprès de l’hôpital général de Dijon et du Parlement, et même auprès de l'abbé Fabarel, qui semblait souhaiter au-dessus de tout l'achèvement de ce chantier. La faillite était telle que du vivant de Jean-Philippe Fyot de La Marche le domaine de Montmusard était déjà en vente. Le Président de Brosses l'évoque dans une lettre de 1771, au moment de la réforme Maupeou et de la suppression des parlements, alors que le premier président Fyot est retiré à Grosbois : 

« Montmusard est affiché à vendre. Le La Marche, le coeur très-serré, est à Grobois, chez son beau-père, disant qu'il espérait qu'on voudrait bien lui épargner la vue de ce désastre et de ce pillage. Le malheur est grand pour lui très réellement. Il est ruiné de cette affaire-là et noyé de dettes. Il n'a pas une terre logeable, n'ayant plus le beau château de la Marche. [...]. »

— Lettre du président de Brosses, le 18 octobre 1771
Seul l'historien dijonnais Yves Beauvallot, qui a tant fait pour documenter la mémoire de Montmusard, fit la démonstration méticuleuse dans les années 1980 que le château fut achevé.

### Le morcellement du domaine aux XIXe et XXe siècles
À la mort de la veuve de Claude-Hubert Antony en 1857, le domaine passa à un de ses proches parent Ernest Grasset (1799-1875), président de la cour d'appel de Dijon. Dès 1867, dans la partie occidentale du domaine, des lotissements remplacèrent les anciens jardins, qui furent encore amputés au sud à partir de 1879, lors de l'installation de la ligne de chemin de fer et de la gare Porte-Neuve. La ville de Dijon acquit ensuite 45 hectares de la partie orientale pour établir le parc des sports en 1933. De l'ancien domaine, seul subsiste aujourd'hui un terrain boisé de moins de trois hectares, délimité par les anciennes allées devenues des rues, et les restes du château encadrés à l'est et au sud par les bâtiments scolaires de l'école Saint-Dominique, rue Claude Bouchu.

## Autres projets de Charles de Wailly inspirés de Montmusard
Charles de Wailly devait beaucoup tenir à son projet de Montmusard, puisque lors de sa première participation au Salon en 1771 il exposa deux dessins s'y rapportant (no 154 Le modèle d'un Escalier qui doit être exécuté à Mont-Musard et no 155, Vue de Mont-Musard du côté de la ville). Au Salon de 1773 il exposa deux vues en perspective d'un Pavillon de Minerve dédié à Catherine II, dont la structure reprenait de nombreux éléments mis en place à Montmusard. Ce projet qui fut proposé à l’impératrice de Russie ne fut pas réalisé. C'est en tous les cas un motif qui apparait très tôt dans son œuvre, comme en témoigne le beau dessin conservé à la bibliothèque de Besançon, provenant de l'ancienne collection Pierre-Adrien Pâris, et qui date possiblement de la période romaine de l'artiste.

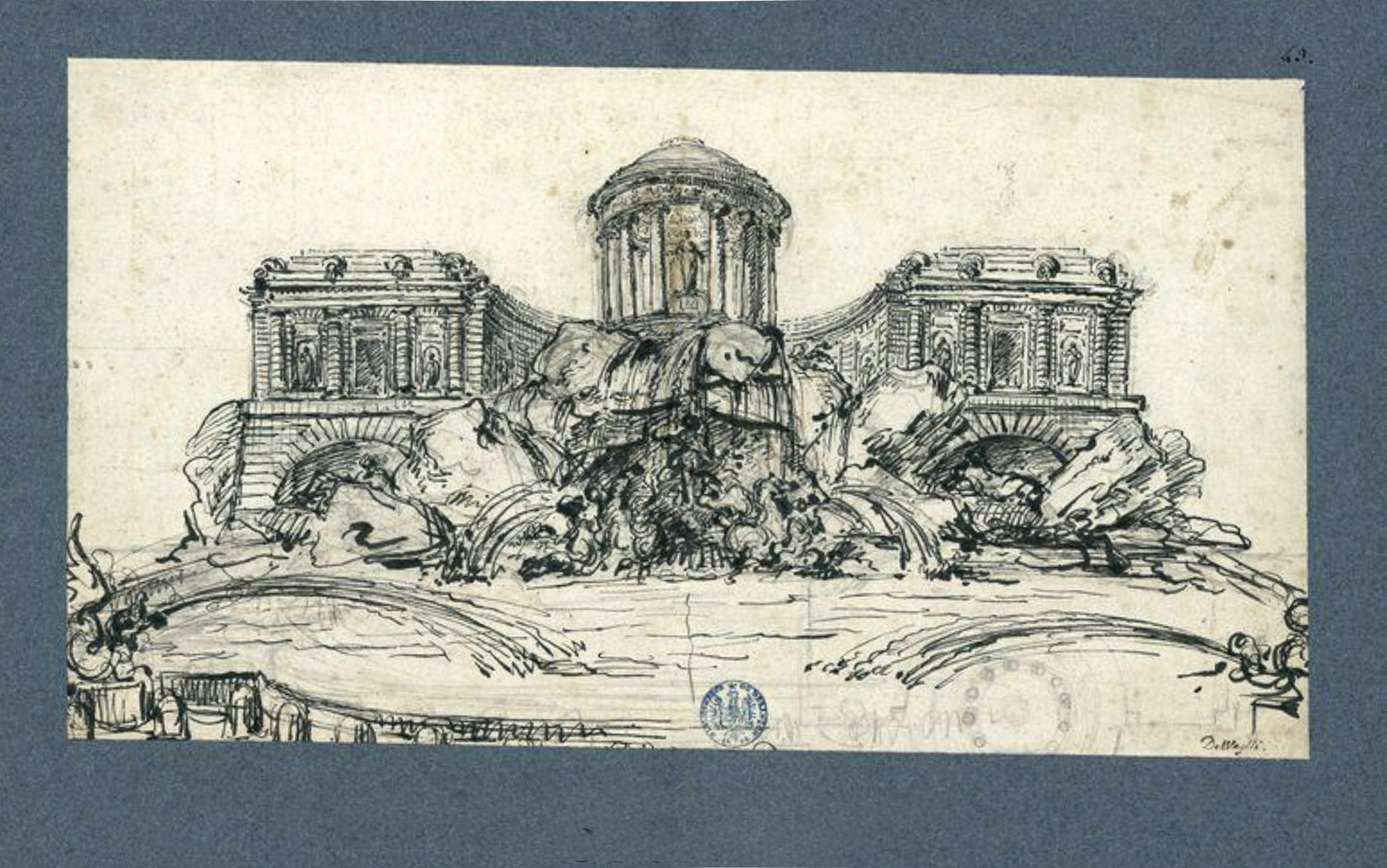
Charles de Wailly, château en hémicycle entourant un château d'eau. Collections de la bibliothèque de Besançon
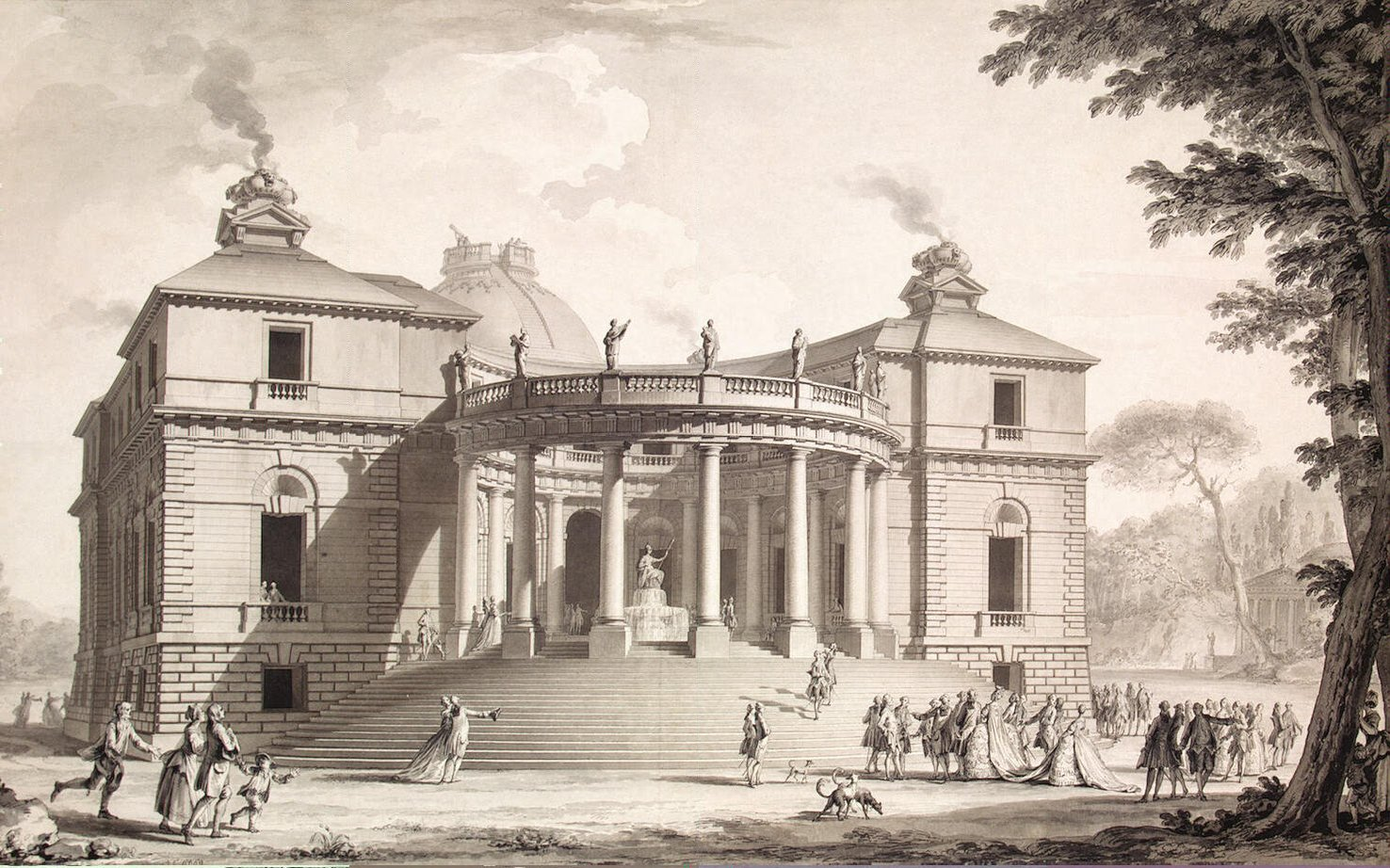
Charles de Wailly, Vue en perspective du Pavillon de Minerve dédié à l'Impératrice de Russie. Salon de 1773, n°151
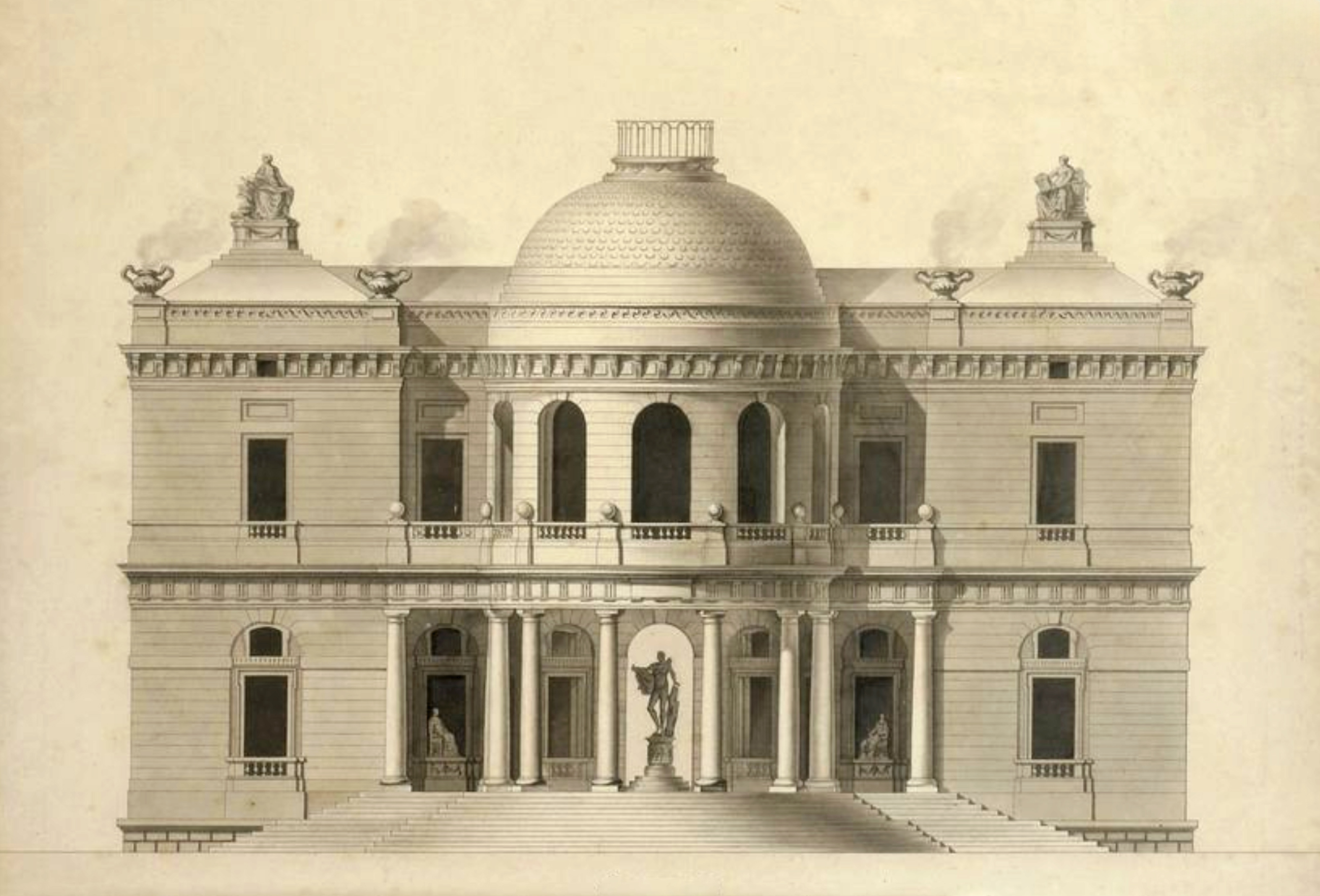
Charles de Wailly, élévation d'un pavillon dédié aux arts et aux sciences pour Catherine II. 1773